# Hucisko Małokobielskie
Hucisko Małokobielskie [pronunciación en polaco: /xuˈt͡ɕiskɔ mawɔkɔˈbjɛlskʲɛ/] es un pueblo ubicado en el distrito administrativo de Gmina Kobiele Wielkie, dentro del condado de Radomsko, voivodato de Łódź, en el centro de Polonia.  Se encuentra aproximadamente a 4 kilómetros al sur de Kobiele Wielkie, a 15 kilómetros al sureste de Radomsko y a 88 kilómetros al sur de la capital regional, Łódź.